# Aage Emborg
Aage Lavrsøn Emborg (Ringe (Illa de Fiònia), 27 de juny, 1883 - 28 d'agost de 1953) va ser un compositor i professor de música danès. Germà del compositor Jens L Emborg.
Aage Emborg era fill del professor d'escola independent Lavrs Rasmussen i de la seva dona Hansine, de soltera Jensen; es va casar el 17 d'octubre de 1908 amb Karen Margrethe, de soltera Schultz, nascuda el 29 de març de 1880 a Aalborg. Va ser format com a professor al "Seminari de Vordingborg" el 1904. Curs de Staten en cant i música. Estada d'estudis a Berlín 1922. Viatge d'estudis a Finlàndia 1924. 1904 professor a la "Ringe Uddannelsskole" per a professors i professors per a escoles lliures. 1906 Odense (P. Møller). Entre 1907 i 1910 va ser professor de música i cant al Seminari de Dones de Horsens i després al Seminari de Silkeborg. En aquesta qualitat, va participar en la vida musical de la ciutat com a intèrpret i compositor. Des de 1917 va ser president de l'Associació de Música de Silkeborg.

## Música
- Fire Sange omkring Julen (Aage i Ejnar Emborg)
- Høslet (cor mixt, sol i cordes amb piano)
- Ved Gudenaa (cor, solista, instruments de corda, flauta i piano)
- Jul
- Dannebrog: Lad os hejse vort Flag
- Midsommervise
- Vandrevise
- Øresund: "Vi kom ved Kronborg"
- 18 Sangøvelser til Skolebrug
- Syng! Dotze Cors amb Acompanyament Musical per a Seminaris, Col·legis i Escoles Juvenils (arranjaments, entre d'altres, d'Aage i Ejnar Emborg)